# Brachystegia manga
Brachystegia manga är en ärtväxtart som beskrevs av De Wild. Brachystegia manga ingår i släktet Brachystegia och familjen ärtväxter. Inga underarter finns listade i Catalogue of Life.